# Graneledone boreopacifica
Graneledone boreopacifica är en bläckfiskart som beskrevs av Nesis 1982. Graneledone boreopacifica ingår i släktet Graneledone och familjen Octopodidae. Inga underarter finns listade i Catalogue of Life.

## Bildgalleri

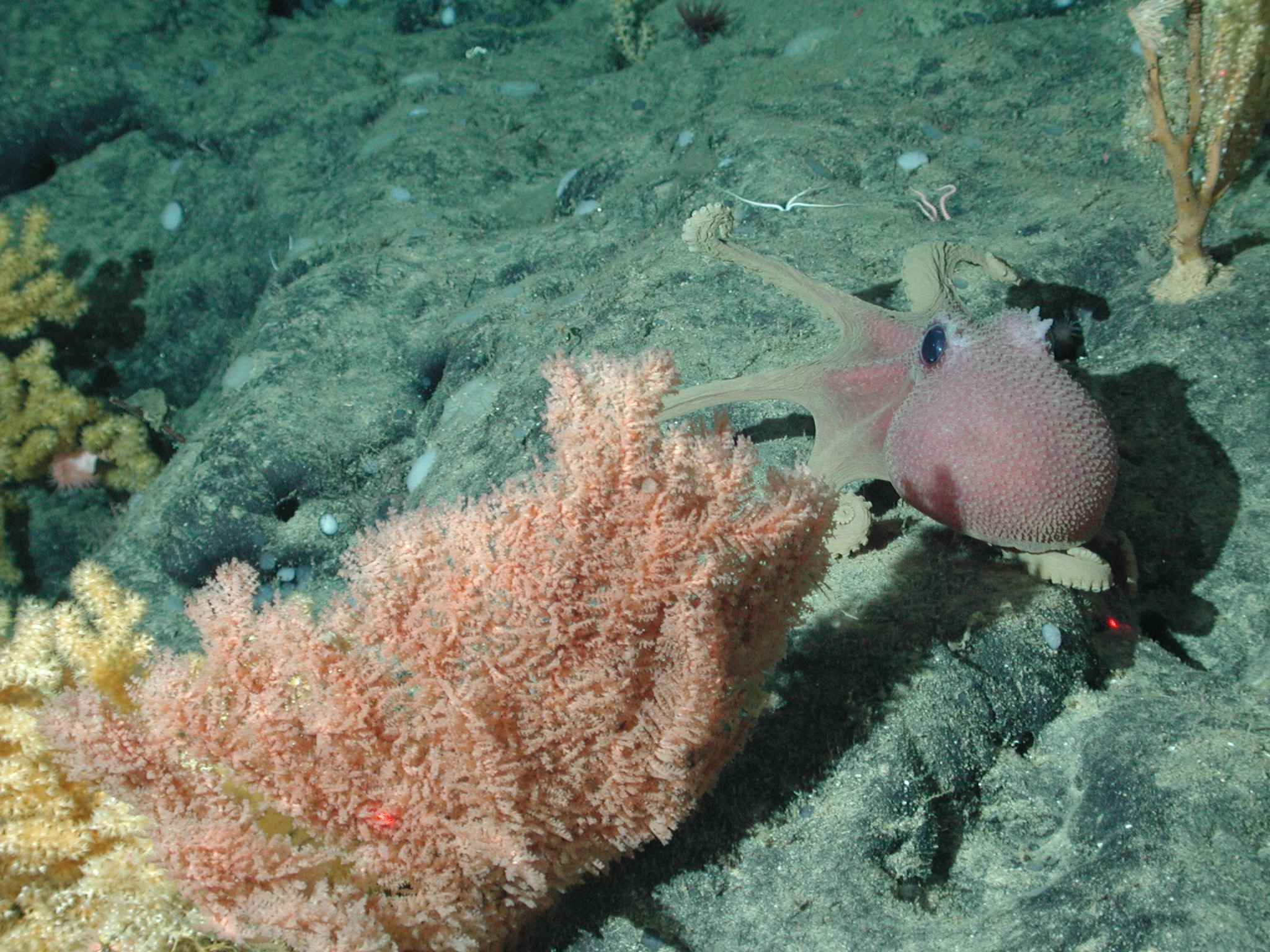